# Брянский, Михаил Васильевич
Михаил Васильевич Брянский (1830, Киев — 1908, Санкт-Петербург) — русский художник-портретист.

## Биография
Родился в Киеве 8 (20) ноября 1830 года.
С 1850 по 1855 год учился рисованию у академика К. С. Павлова, преподававшего рисование при Университете Св. Владимира, затем писал в Малороссии, преимущественно портреты.
В 1864 году прибыл в Санкт-Петербург. В 1864—1869 годы в качестве вольнослушателя посещал занятия Императорской академии художеств. В 1864 году за картину «Девушка-малороссиянка на жатве» был награждён малой серебряной медалью, в 1865 году за картину «Малороссиянки у колодца» — большой серебряной медалью. В 1867 году был удостоен звания классного художника второй степени за картину «Девочка, сидящая в креслах». В 1868 году за картину «Невеста, получившая обратно обручальное кольцо (Разбитые мечты)» — классного художника 1-й степени и золотую медаль имени Виже-Лебрен «за экспрессию».
Жил в Киеве и Петербурге. Работал как жанрист, портретист, писал «женские головки». Произведения репродуцировались в журналах «Всемирная иллюстрация», «Пчела», «Нива» и других. Экспонировался на выставках ИАХ (1864—1891, с перерывами), Общества выставок художественных произведений (1876) в Петербурге. Провел выставки одной картины («Богоматерь») в Киеве и Петербурге (1888—1889).
В числе его картин: «Тяжёлая минута» (1869), «Портрет княгини M. E. Куракиной» (1870), «Незамеченный труд» (1874), портреты: А. П. Философовой, Б. П. Обухова, О. Н. Энгельгардта и др. (1876), «В августе месяце» (1887). Его работы находятся: в Научно-исследовательском музее Российской Академии художеств, в Музее украинского изобразительного искусства в Киеве, в Одесском художественном музее, Художественном музее Нижнего Новгорода и других собраниях.

## Галерея

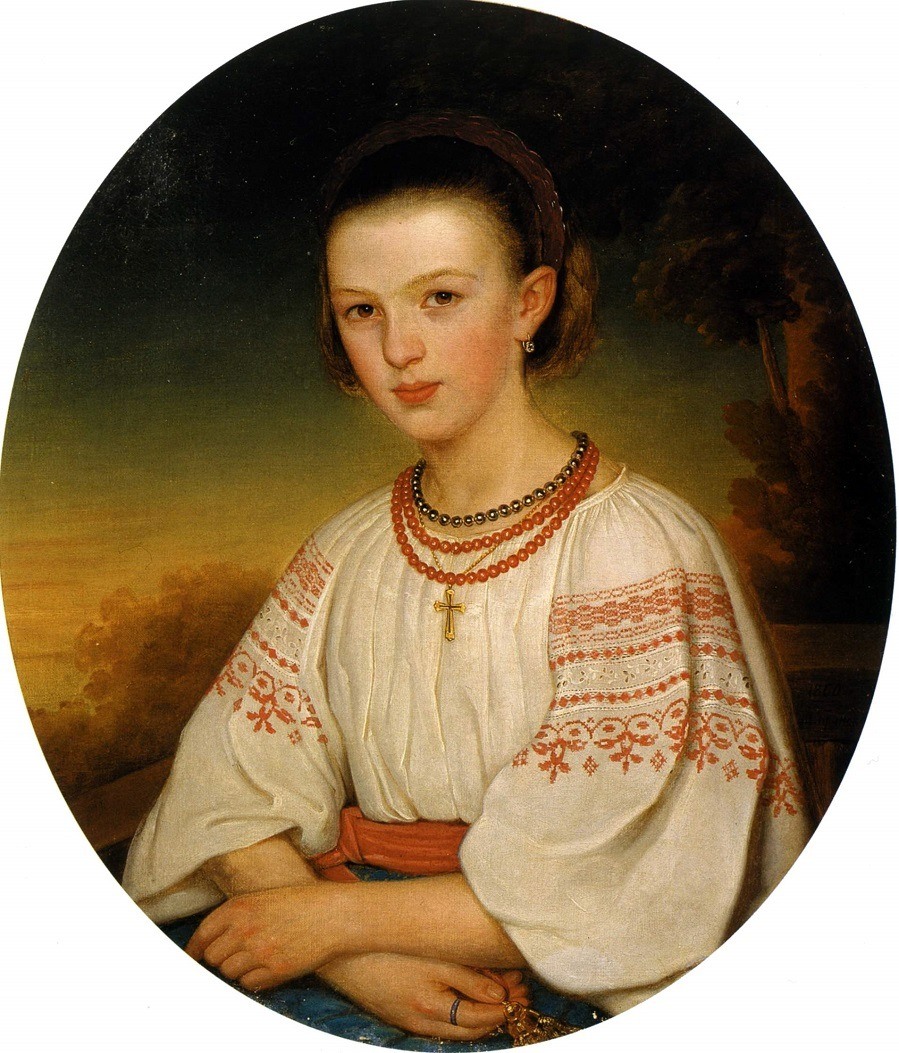
Портрет Е. М. Дараган (1860)
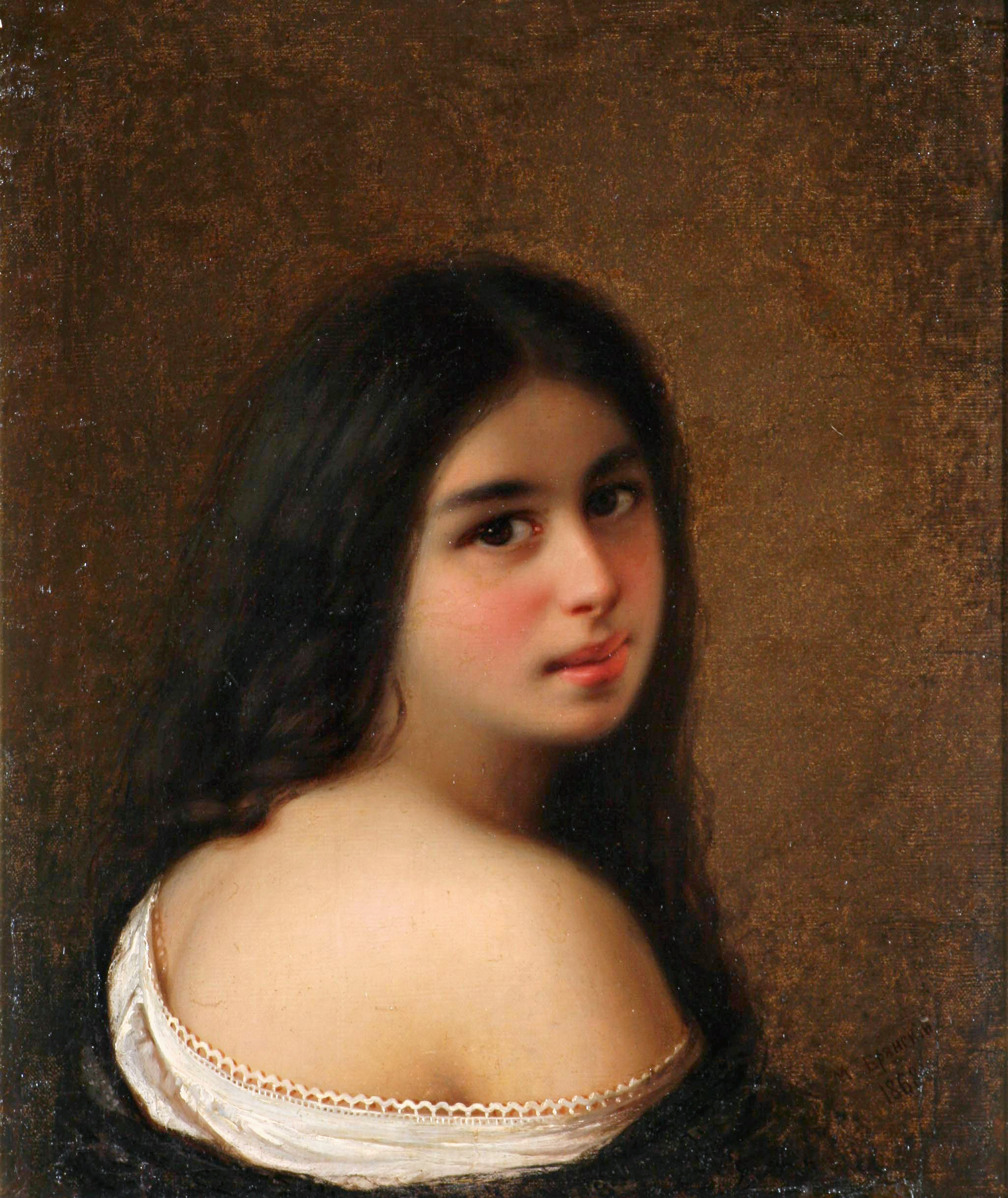
Портрет (1862)
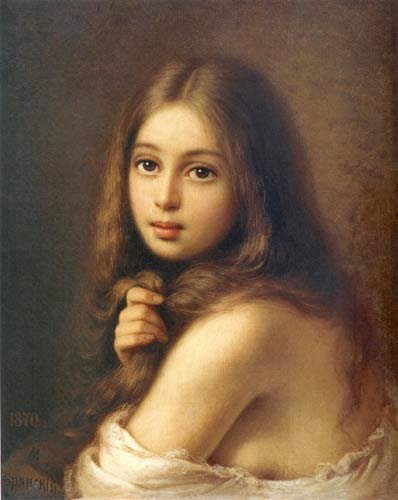
Женский портрет (1870)
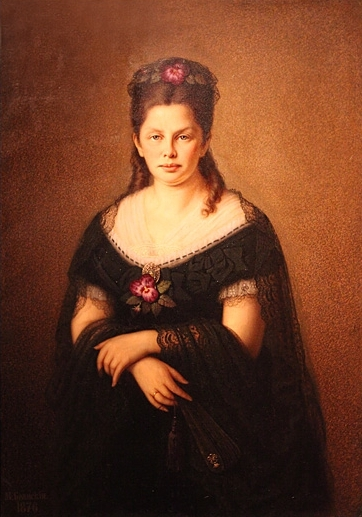
Портрет А. П. Философовой (1876)
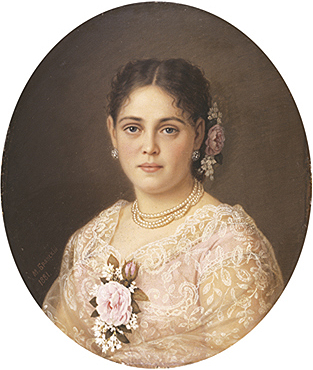
Женский портрет (1881)
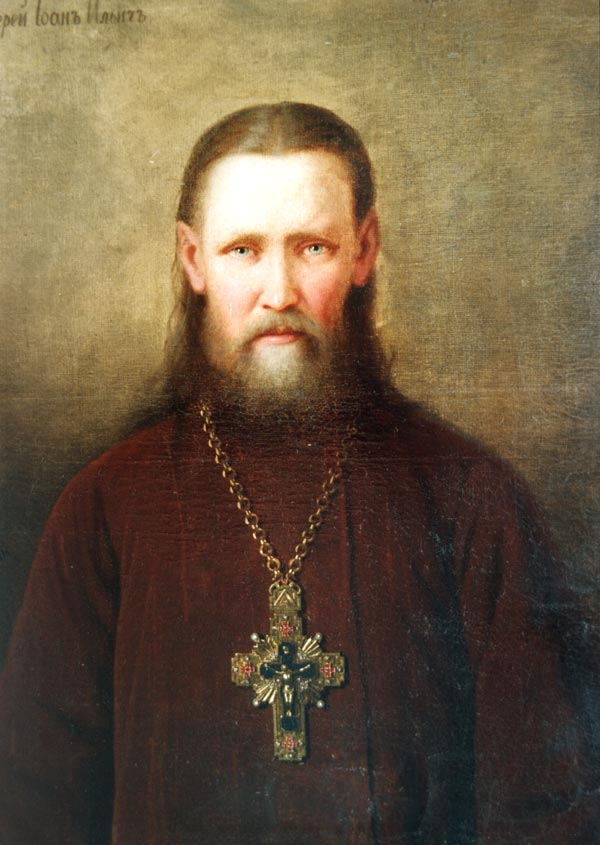
о. Иоанн Кронштадтский (1891)